# Света Марина (Мариес)
Вижте пояснителната страница за други значения на Света Марина.
„Света Марина“ (на гръцки: Ιερός Ναός Αγίας Μαρίνας) е възрожденска православна църква, гробищен храм на село Мариес на остров Тасос, Егейска Македония, Гърция, част от Филипийската, Неаполска и Тасоска епархия на Вселенската патриаршия. Разположена е на малко разстояние западно от селото.
Изградена е на склон и северната ѝ страна е частично вкопана. Простроена е в 1874 година – на входа на гробището има мраморен надпис:
| „ | ΤΟ ΠΑΡΟΝ ΝΕΚΡΩΤΑΦΕΙΟΝ Ε ΚΤΙΣΘΗ ∆ΙΑ ΕΠΙΜΕΛΕΙΑΣ ΤΩΝ ΚΑΤΟΙΚΩΝ ΤΗΣ ΧΩΡΑΣ ΤΑΥ ΤΗΣ ΚΕ ΕΞΩ∆ΩΝ ∆Ε ΤΟΥ ΚΥΡΙΟΥ ΑΝΑΓΝΩΣΤΟΥ ΑΡΓΥΡΟΠΟΥΛΟΥ ΕΚ ΚΑΛΗΣ ΡΑΧΗΣ 1874 ΜΑΪΟΥ 8 | “ |

В архитектурно отношение е еднокорабен храм с дървен покрив. Външните му размери са 8,25 / 4,79 m, площта му е 39,73 m2, а дебелина на стените 0,70 m. Входът е през единична врата на западната стена. Прагът е на нивото на терена и с една стъпка издигнат спрямо пода. Вляво, вдясно и над входа има ниши, но не е запазен надпис. Осветлението в наоса става чрез два малки южни прозореца, от които единият е в светилището. Подът е настлан с плочи.
Иконостасът е дъсчен с два кръгли входа. Таблата са много високи. Има три деспотични изображения и е увенчан с корниз. Иконите са „Света Богородица Елеуса“, „Христос Вседържител“ с надпис „Διεξόδου του κ. Χατζή Νοιχάνδρου Ιβιρίτου Ψαρά“ и „Света Марина“. Светилището е повдигнато с една стъпка и има полукръгла апсида, протезис и диаконикон. Покривът е четирискатен с плочи.